# Juan José Sagarduy Ayastruy
Juan José Sagarduy Ayastruy o Ayastru (Zaratamo, 14 de juny de 1941 - Galdakao, 4 d'octubre de 2010) va ser un ciclista basc, que fou professional entre 1961 i 1969. En aquests anys aconseguí 17 victòries, sent les més importants a la Bicicleta Eibarresa de 1963 i la Pujada a Arrate del mateix any.

## Palmarès
- 1961
  - 1r al Gran Premi Ajuntament de Bilbao
- 1962
  - 1r a la Pujada a la Reineta
  - 1r a Barakaldo
- 1963
  - 1r al Gran Premi Pascuas
  - 1r a la Pujada a Arrate
  - 1r al Trofeu del Sprint
  - 1r a la Bicicleta Eibarresa, vencedor d'una etapa i 1r a la Classificació de la Muntanya i la Regularitat
  - Vencedor d'una etapa a la Volta a Andalusia
  - 1r a la Pujada a la Reineta
  - Vencedor d'una etapa al Ciruito Montañés
- 1964
  - 1r al Gran Premi de Laudio
  - 1r al Trofeu del Sprint
  - Vencedor de 2 etapes al Tour de l'Avenir
- 1965
  - Vencedor d'una etapa a la Volta a Mallorca
- 1966
  - 1r al Gran Premi Pascuas
  - Vencedor d'una etapa a la Bicicleta Eibarresa
  - Vencedor d'una etapa a la Volta a Llevant

### Resultats a la Volta a Espanya
- 1968. 41è de la classificació general

### Resultats al Tour de França
- 1965. 46è de la classificació general